# Сен-Мартен-де-Ре
Сен-Марте́н-де-Ре (фр. Saint-Martin-de-Ré) — коммуна во Франции, находится в регионе Пуату — Шаранта, на острове Ре. Департамент коммуны — Приморская Шаранта. Входит в состав кантона Сен-Мартен-де-Ре. Округ коммуны — Ла-Рошель.
Код INSEE коммуны — 17369.

## Население
Население коммуны на 2010 год составляло 2526 человек.
| 1962 | 1968 | 1975 | 1982 | 1990 | 1999 | 2010 |
| ---- | ---- | ---- | ---- | ---- | ---- | ---- |
| 2262 | 2096 | 2135 | 2400 | 2512 | 2637 | 2526 |

## Известные уроженцы
- Коньяк, Эрнест — французский предприниматель, меценат.
- Марион, Шарль Луи Франсуа — французский военный деятель, генерал-майор.

## Ссылки

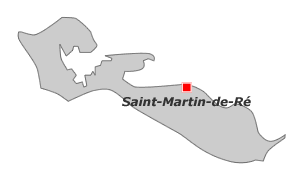
Местоположение коммуны на острове Ре